# 올레크 로세프

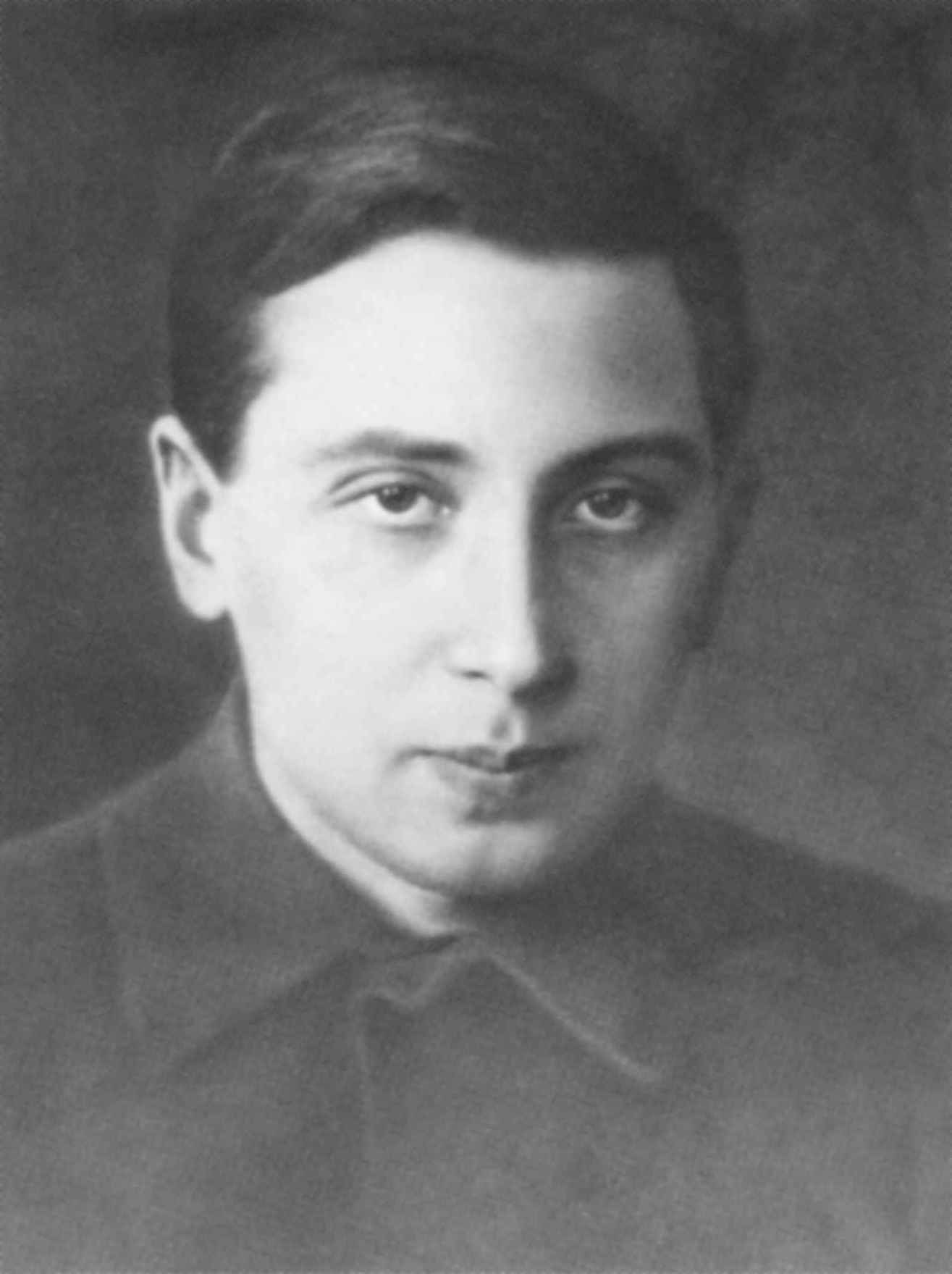
올레크 로세프

올레크 블라디미로비치 로세프(러시아어: Оле́г Влади́мирович Ло́сев, 1903년 5월 10일~1942년 1월 22일)는 러시아 제국과 소련의 과학자이자 발명가이다. 반도체 접합 및 발광 다이오드 (LED) 분야에 중요한 발견을 했다.
그는 정식 교육을 마치지 못했고, 연구 직책을 맡은 적도 없었다. 하지만 그는 반도체에 대한 최초의 연구를 수행하여 43편의 논문을 발표하고 자신의 발견에 대한 특허를 16개나 받았다. 그는 카보런덤 점 접합에서 빛 방출을 관찰하여 발광 다이오드 (LED)를 구성하고 이에 대한 최초의 연구를 수행하였으며, 작동 원리에 대한 최초의 정확한 이론을 제안하고 전기발광과 같은 실용적인 응용분야에 사용했다. 그는 반도체 접합에서 부저항을 탐구했고, 이를 증폭에 실질적으로 사용한 최초의 사람이었다. 그리고 트랜지스터가 발명되기 25년 전에 최초의 고체상태 앰프, 발진 회로, 무선 고감도 수신 장치를 제작했다. 그러나 그의 업적은 간과되었고 반세기 동안 알려지지 않다가, 20세기 후반과 21세기 초반에 인정받게 되었다.

## 생애
그는 러시아 트베리에서 귀족가문의 자녀로 태어났다. 그의 아버지는 차르 제국군의 은퇴한 대위였으며, 지역 철도 차량 공장인 트버스키 화차제작소의 사무실에서 일했다. 그는 1920년에 중등학교를 졸업했다. 당시 러시아는 볼셰비키 혁명 3년 후인 러시아 내전이 격동하던 시기였는데, 상류 계층의 가문 배경은 고등교육과 직업발전에 장애가 되었다.
그는 막 설립된 니즈니노브고로드 무선전신 연구소 (NNRL)에서 기술자로 일했다. 그곳은 니즈니노브고로드에 위치한 새로운 소련 정부의 최초의 무선 과학 연구소였으며, 블라디미르 레베딘스키 (Vladimir Lebedinsky) 밑에서 일했다. 그는 몇 개의 수업에는 참석했지만, 대학 교육을 마치지 못했다. 또한 그는 협력자나 연구팀의 지원을 받은 적도 없고, 기술자보다 높은 직위에 오른 적도 없었다. 그는 평생 독학으로 과학자가 되었다. 그럼에도 불구하고 그는 독창적인 연구를 수행하는데 성공했다. 그의 관심사는 접촉식 수정 검출기 (고양이 수염 검출기)였는데, 이는 초기 라디오 수신기의 복조기로 사용되었으며, 1차 세계대전 당시 진공관 라디오가 개발되기 전에는 수정 라디오와 같은 초기 무선전신 수신기의 복조 기계로 사용되었다. 이 조잡한 반도체 다이오드는 최초의 반도체 전자장치였으며, 널리 사용되었지만 작동 방식에 대해서는 거의 알려지지 않았다. 1928년 니즈니노브고로드가 폐쇄되자, 그는 많은 연구진과 함께 레닌그라드 (상트페테르부르크)에 있는 중앙무선연구소 (CRL)로 자리를 옮겼다. 그는 1929년부터 1933년까지 아브람 이오페 (Abram Ioffe) 소장의 초청으로 이오페 물리학기술연구소에서 연구를 진행했다. 그는 결국 정식 논문을 완성하지 않은 채 1938년에 연구소로부터 박사학위를 받았다. 많은 어려움 끝에 그는 1937년에 레닌그라드 제1 의학연구소 (현재 상트페테르부르크 제1 파블로프 국립의과대학) 물리학과에서 기술자로 일했다. 하지만 이는 그의 관심사에 도움이 되지 않았고, 그는 1942년까지 연구를 계속했다.
그는 제2차 세계 대전 중 독일군이 레닌그라드를 포위하는 동안 다른 많은 민간인들과 함께 1942년에 아사했다. 향년 38세. 하지만 그가 어디에 묻혔는지는 지금도 알려져 있지 않다.

## 연구 및 업적

### 발광 다이오드(LED)
무선전신기에서는 수정 검출기가 더 민감한 정류기가 되도록 배터리의 DC 전류와 함께 순방향으로 치우치게 되는 경우가 많았다. 그는 1924년경 니즈니노브고로드의 기술자로서 편향된 접합부를 조사하는 과정에서 직류 전류가 탄화 규소 (카보런덤) 점이 접합될 때, 접합 지점에서 녹색 빛점이 방출되는 것을 발견했다. 이 효과는 1907년에 영국의 마르코니 엔지니어 헨리 조셉 라운드가 발견했지만, 그는 그것에 대해 짧은 두 문단으로 글을 게시했다. 그는 최초로 이 효과를 조사했고, 이 효과가 어떻게 작용하는지에 대한 이론을 제안했고, 실제 적용 방안을 구상하였다. 그리고 1927년이 되자, 그는 러시아 저널에 자세한 내용을 게재했다.
1924년과 1941년 사이에 그가 게시한 LED에 관한 일련의 기사는 이 장치에 대한 철저한 연구로 구성되어 있다. 그는 빛 방출 메커니즘에 관해 광범위한 연구를 수행했다. 당시 점 접합에 대한 주된 이론은 열전류 효과, 미세한 전기 아크로 인해 작동한다는 것이었다. 그는 결정 표면에서 벤진의 증발 속도를 측정하고, 빛이 방출될 때 증발 속도가 가속되지 않는다는 것을 발견했으며, 그 발광은 열의 효과로 인한 것이 아닌 "차가운" 빛이라고 결론지었다. 그는 빛 방출에 대한 설명이 양자역학의 새로운 과학에 있다고 올바르게 이론화했고, 이것은 1905년 알베르트 아인슈타인이 설명한 광전 효과의 역효과라고 추측했다. 그는 이 문제에 관해 아인슈타인에게 편지를 썼지만, 답장을 받지 못했다.
그는 전기발광을 이용해 빛을 생성하는 실용적인 고체 탄화규소 광원을 개발했다. 실리콘 탄화물은 간접 밴드갭 반도체이기 때문에 발광 다이오드로는 매우 비효율적이었고, 질화 갈륨과 같은 현대 LED에 사용되는 직접 밴드갭 반도체 재료보다 훨씬 비효율적이었다. 그 외에는 아무도 이 약한 녹색 조명의 용도를 보지 못했다. 그 이외에는 이 약한 녹색 불빛이 쓸모 있다고 생각하는 사람은 아무도 없었다.

### 고체 상태 전자
광석 라디오의 감지기의 감도를 높이기 위해 고양이 수염 감지기에 DC 바이어스 전압을 응용했을 때, 가끔씩 자발적 진동을 일으켜 교류 무선 주파수를 생성했다. 이것은 부저항 효과였으며 1909년경에 많은 연구자들에 의해 발견되었지만, 이에 대한 관심은 많지 않았다. 그는 1923년에 이러한 "진동하는 광석"에 대한 연구를 시작했고, 편향된 홍아연광 (산화 아연)이 앰프를 증폭시킬 수 있다는 것을 발견했다. 그는 음저항 다이오드를 실질적으로 활용하였다. 그는 이것이 진공관을 대체하는 더 간단하고 저렴한 대체품이 될 수 있다는 것을 깨달았다. 그는 이러한 접합을 사용하여 주파수가 최대 5MHz인 증폭기, 발진기, TRF 및 재생형 무선 수신기의 고체 상태 버전을 구축했는데, 이는 트랜지스터보다 25년 앞서갔다. 그는 슈퍼헤테로다인 수신기도 만들었다. 그러나 그의 업적은 진공관 기술의 성공으로 인해 간과되었다. 소비에트 연방 당국은 그를 지원하지 않았고, 홍아연광은 미국에서 수입해야 했기 때문에 구하기가 어려웠다. 10년 후 그는 이 기술에 대한 연구를 중단했고, 그 기술은 잊혀졌다.
다이오드의 음의 저항은 1956년 터널 다이오드에서 재발견되었으며, 오늘날 건 다이오드와 충격 이온화 눈사태 이동 시간 다이오드와 같은 음의 저항 다이오드는 마이크로파 발진기와 증폭기에 사용되며, 가장 널리 사용되는 전자레인지 광원 중 일부이다.

## 같이 보기
- 발광 다이오드 (LED)